# Cá trích Venezuela
Cá trích Venezuela (tên khoa học Jenkinsia parvula) là một loài cá thuộc họ Spratelloididae. Nó được tìm thấy trong vùng biển Venezuela.